# Мандрівка дротами
«Мандрівка дротами» (англ. Travel by Wire!) — перше опубліковане оповідання Артура Кларка. Вихід друком відбувся в грудні 1937 року у фензині «Amateur Science Stories». Згодом його опубліковано як частину невеликої збірки оповідань «The Best of Arthur C. Clarke» 1937—1955.
Це гумористичний опис різних технічних і комерційних труднощів у процесі створення технології транспортування дротами (радіо-транспортер, насправді телепорт).
У збірці «The Collected Stories of Arthur C. Clarke», Кларк називає це оповідання (а також його інші ранні роботи) «якимсь абсолютним нулем, відносно якого можна відкалібрувати написане мною пізніше».